# Hovedvej A6
Hovedvej A6, (polsk: autostrada A6 eller A6) er en motorvej, der går fra Szczecin (tysk: Stettin) til den polsk-tyske grænse ved Kołbaskowo og Pomellen.
Hovedvejen fortsætter som motorvej A11 i Tyskland til Berlin. Det er en del af Europavej E28 fra Berlin via Szczecin, Goleniów, Koszalin og Gdańsk i Polen, Kaliningrad i Rusland og Marijampolė og Vilnius i Litauen til Minsk i Hviderusland.
En del af motorvejen er en del af Europavej E65 fra Malmø i Sverige over Świnoujście, Goleniów, Szczecin, Gorzów Wielkopolski, Świebodzin, Zielona Góra, Legnica og Lubawka i Polen, Prag og Brno i Tjekkiet, den slovakiske hovedstad Bratislava, Mosonmagyaróvár i Ungarn, Zagreb, Rijeka og Split i Kroatien, Bosnien-Hercegovina, Dubrovnik i Kroatien, Podgorica og Bijelo Polje i Montenegro, Serbien - Kosovo, Skopje, hovedstaden i Makedonien og over Korinth til Chania på Kreta (Grækenland).